# Metanomeuta
Metanomeuta is een geslacht van vlinders van de familie stippelmotten (Yponomeutidae).

## Soorten
- M. fulvicrinis Edward Meyrick, 1935
- M. zonoceros Edward Meyrick, 1935